# ۱۱۷۱ (خورشیدی)
۱۱۷۱ هزار و صد و هفتادمین سال هجری خورشیدی است.

## رویدادها
جنگ های لطفعلی خان زند و آقامحمدخان قاجار که با خیانت و توطئه های حاجی ابراهیم خان کلانتر منجر به متواری شدن لطفعلی خان زند به نواحی [[دشتستان]]گردید.

## درگذشتگان
وفات [[نجیب السطنه نجیب زاده]] در سن ۹۴ سالگی از فرماندهان عصر نادری.